# Azimutální montáž

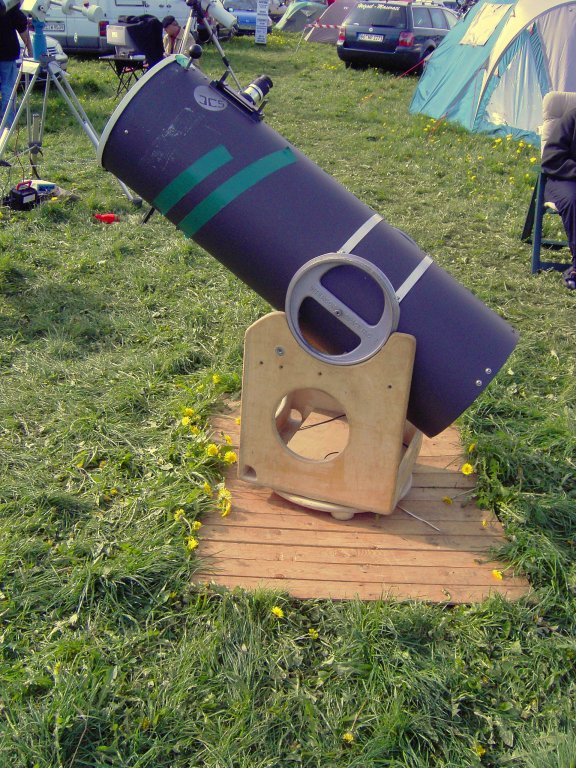
Příklad azimutální montáže astronomického dalekohledu

Azimutální montáž je jednoduchá montáž dalekohledu založená na dvou navzájem kolmých osách. Na vertikální ose se nastavuje azimut, na horizontální pak výška nad horizontem.
Největší výhodou azimutální montáže je jednoduchost výroby i jednoduchost při jejím používání. Používá se např. pro amatérské dalekohledy, používá se však i u velkých přístrojů, kde je prakticky podmínkou vzhledem k její jednoduchosti a vysoké hmotnosti dalekohledů, kde by bylo náročné zhotovení a obsluhování ekvatoriální montáže.